# Bendt Lindhardt
Pour les articles homonymes, voir Lindhardt.
Bendt Lindhardt, né le 30 août 1804 à Holckenhavn et décédé le 1er février 1894 à Aggersvold, est un prêtre danois, membre du Folketing de 1853 à 1854.
Lindhardt fut le fils du marchand Lindhardt Holgersen. Il devint étudiant à Nyborg en 1822 et fut tuteur à Faxe et Margretelund à l'ouest de Faxe entre 1823 et 1825. Il passa l'examen officiel de théologie en 1831 et devint aumônier personnel dans la paroisse d'Ørbæk, à l'ouest de Nyborg, en 1832. Il devint catéchiste à Ribe en 1836 et curé dans la paroisse de Farup, près de Ribe, en 1841 et dans les paroisses Jyderup et Holmstrup de 1862 à 1889.

## Famille
Lindhardt épouse Johanne Thomasine Nicoline Lauritsdatter Prom (1806-1897), leurs enfants sont Vincent Charles Lindhardt (1850-1922) et Lauritz Christian Lindhardt (1842), professeur et chevalier du Dannebrog.